# Аббасабад (Магаллат)
Аббасабад (перс. عباس اباد) — село в Ірані, у дегестані Бакерабад, у Центральному бахші, шахрестані Магаллат остану Марказі. За даними перепису 2006 року, його населення становило 30 осіб, що проживали у складі 6 сімей.

## Клімат
Середня річна температура становить 15,07 °C, середня максимальна — 33,03 °C, а середня мінімальна — –6,98 °C. Середня річна кількість опадів — 189 мм.
| Клімат поселення                              | Клімат поселення | Клімат поселення | Клімат поселення | Клімат поселення | Клімат поселення | Клімат поселення | Клімат поселення | Клімат поселення | Клімат поселення | Клімат поселення | Клімат поселення | Клімат поселення | Клімат поселення |
| Показник                                      | Січ.             | Лют.             | Бер.             | Квіт.            | Трав.            | Черв.            | Лип.             | Серп.            | Вер.             | Жовт.            | Лист.            | Груд.            |                  |
| Середній максимум, °C                         | 10,13            | 13,16            | 17,81            | 23,77            | 28,36            | 32,22            | 33,03            | 32,08            | 28,32            | 22,38            | 16,20            | 9,98             |                  |
| Середня температура, °C                       | 1,58             | 4,62             | 9,26             | 15,23            | 19,81            | 23,66            | 27,16            | 26,20            | 22,45            | 16,52            | 10,35            | 4,11             |                  |
| Середній мінімум, °C                          | −6,98            | −3,95            | 0,69             | 6,67             | 11,25            | 15,10            | 21,28            | 20,34            | 16,59            | 10,66            | 4,48             | −1,76            |                  |
| Норма опадів, мм                              | 33               | 31               | 35               | 22               | 14               | 2                | 1                | 1                | 0                | 7                | 17               | 26               |                  |
| Середньомісячна швидкість вітру, м/с          | 1.50             | 2.06             | 2.61             | 2.99             | 2.80             | 2.56             | 2.60             | 2.42             | 2.20             | 2.05             | 1.64             | 1.53             |                  |
| Середньомісячна сонячна радіація, кДж/м²·день | 9887             | 13087            | 15609            | 18929            | 22731            | 26626            | 25802            | 24384            | 21357            | 16081            | 11665            | 9566             |                  |
| --------------------------------------------- | ---------------- | ---------------- | ---------------- | ---------------- | ---------------- | ---------------- | ---------------- | ---------------- | ---------------- | ---------------- | ---------------- | ---------------- | ---------------- |
| Джерело:                                      |                  |                  |                  |                  |                  |                  |                  |                  |                  |                  |                  |                  |                  |